# 高大环口螺
高大环口螺（学名：Cyclophorus exaltatus）为环口螺科环口螺属的动物，是中国的特有物种。分布于广东、海南、广西、湖北、香港等地，生活环境为陆地，常见于阴暗潮湿多腐殖质的灌木、草丛以及树林落叶下或石块下。